# پیتون‌ها
پیتونز (انگلیسی: Pitons) دو درپوش آتشفشانی کوهستانی است که در سنت لوسیا در دریای کارائیب و در نزدیکی شهر سوفریه ره قرار دارند. این درپوش‌های آتشفشانی شامل گراس پیتون با بلندای ۷۷۱ متر و پتی پیتون با بلندای ۷۴۳ متر است که توسط یال پیتون میتان به یکدیگر می‌پیوندند.
پیتون‌ها با مساحت ۲٬۹۰۹ هکتار به عنوان میراث جهانی یونسکو ثبت شده‌اند.

## نگارخانه

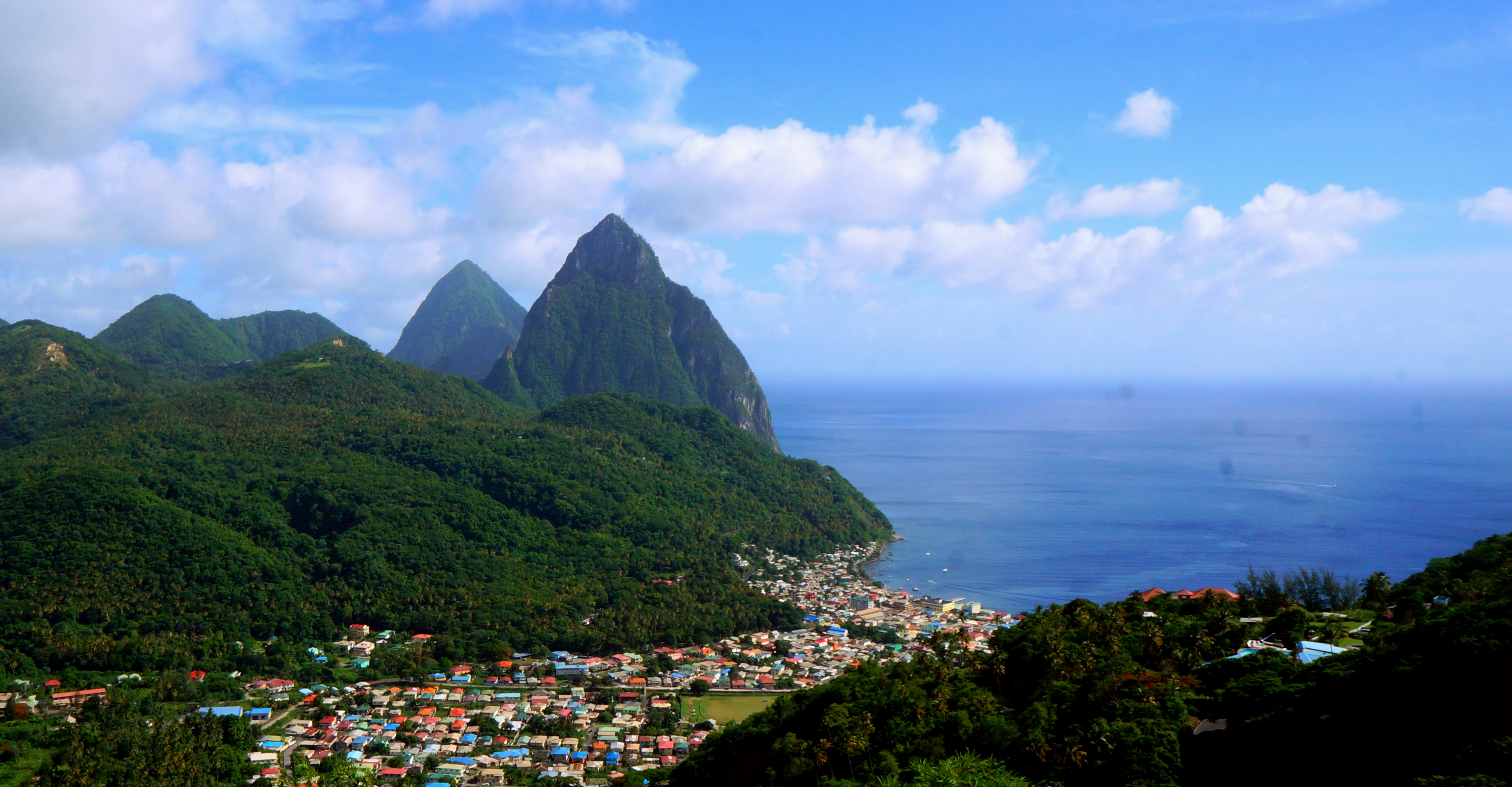
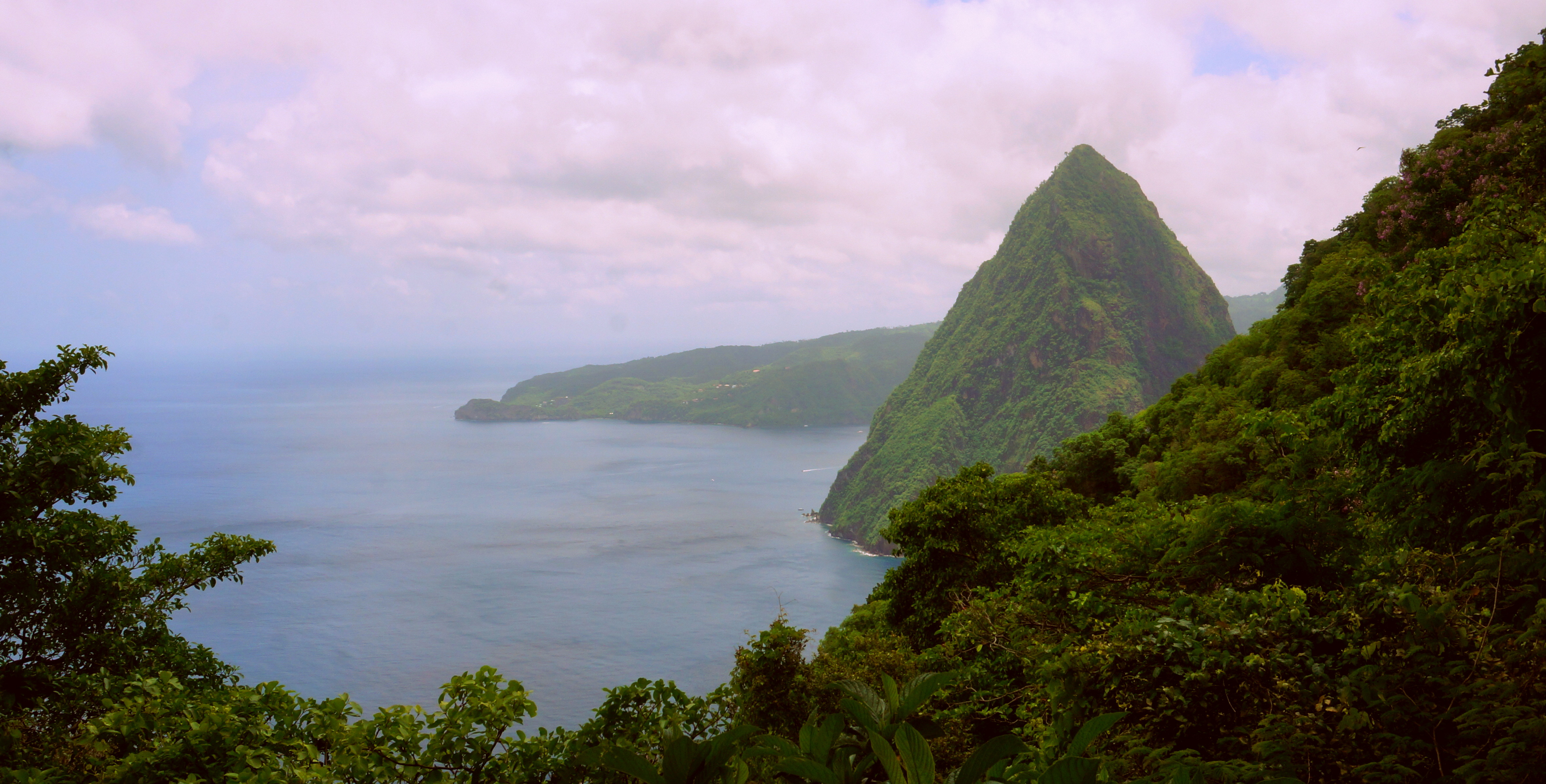
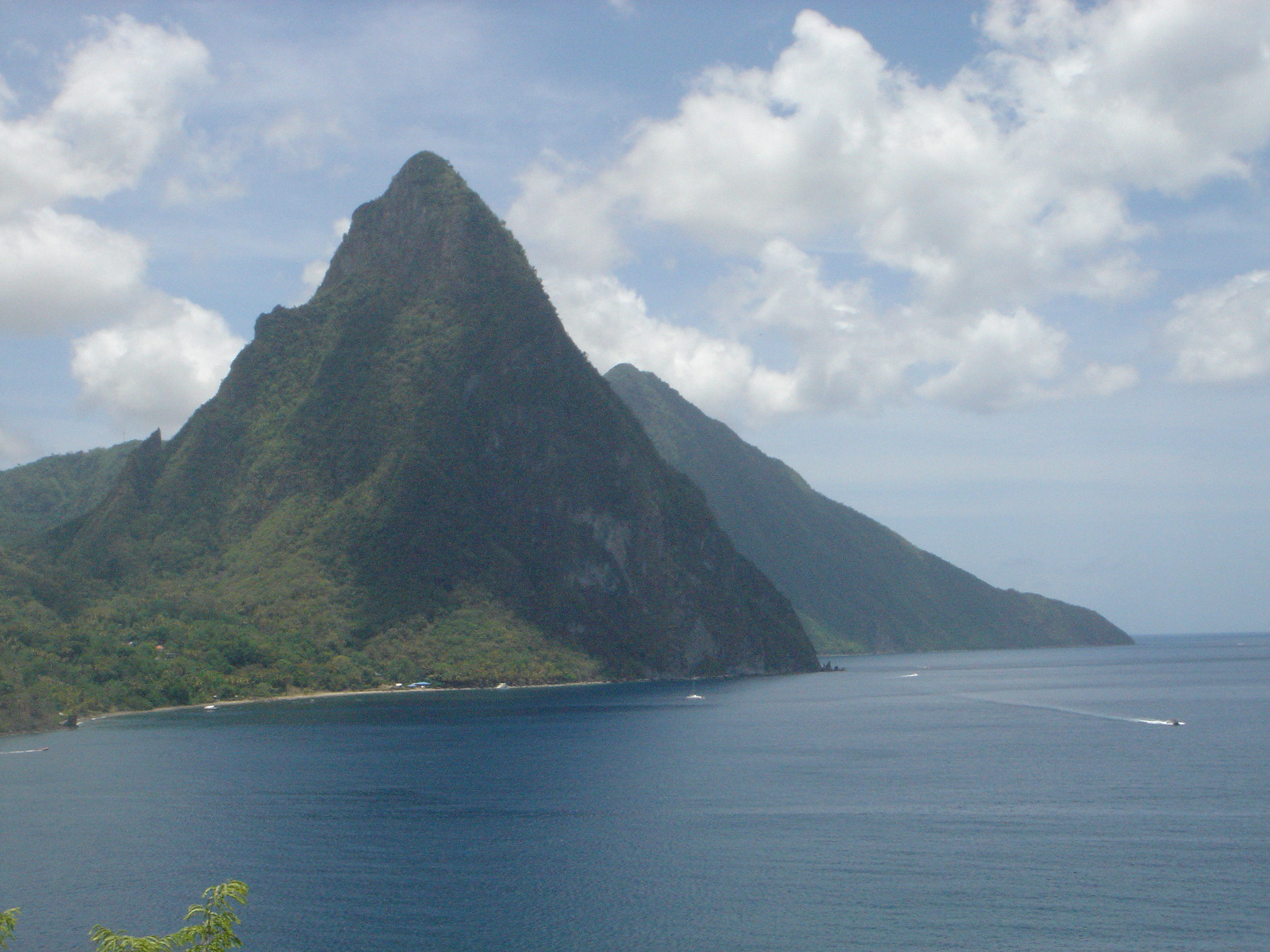
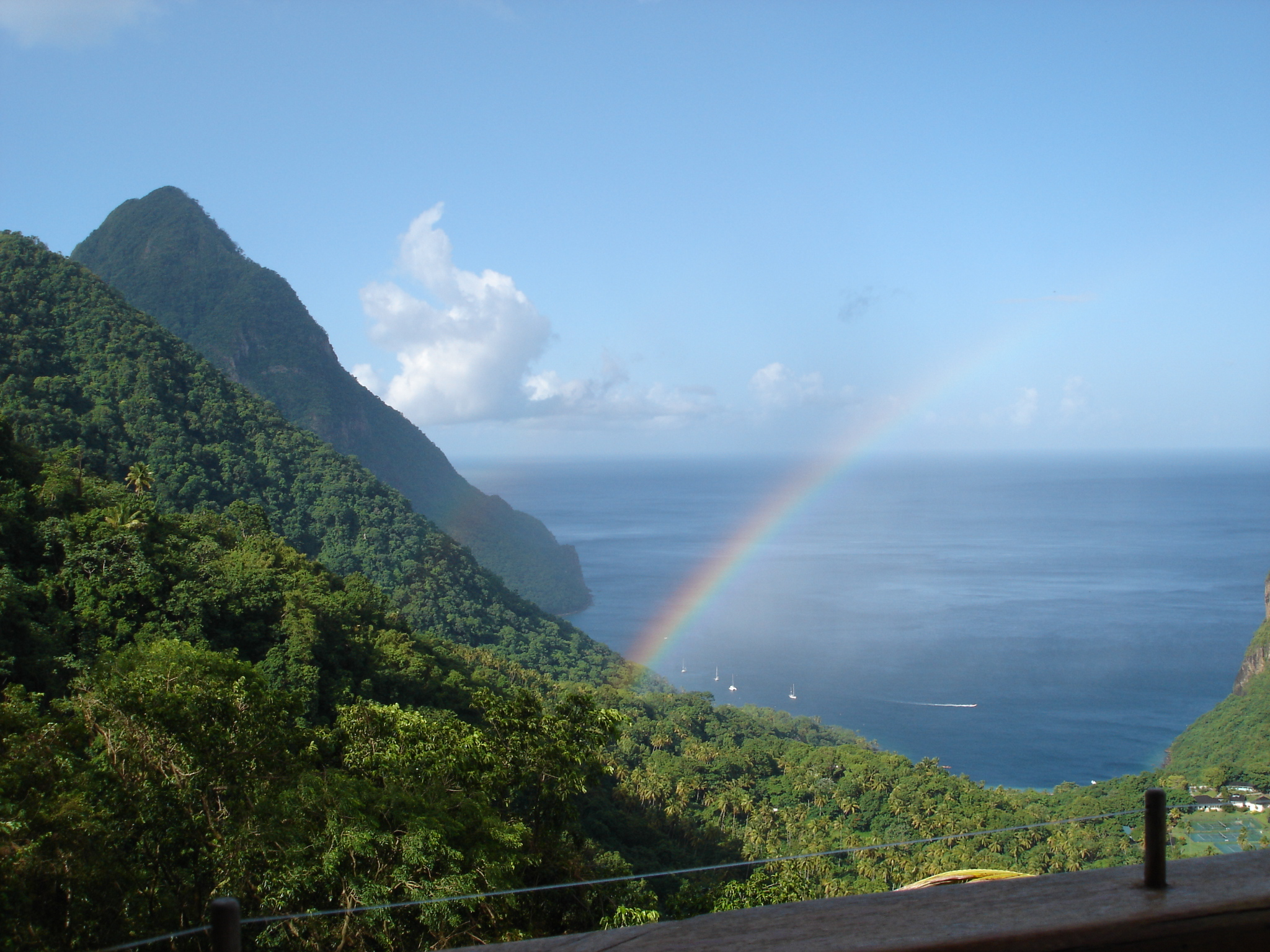
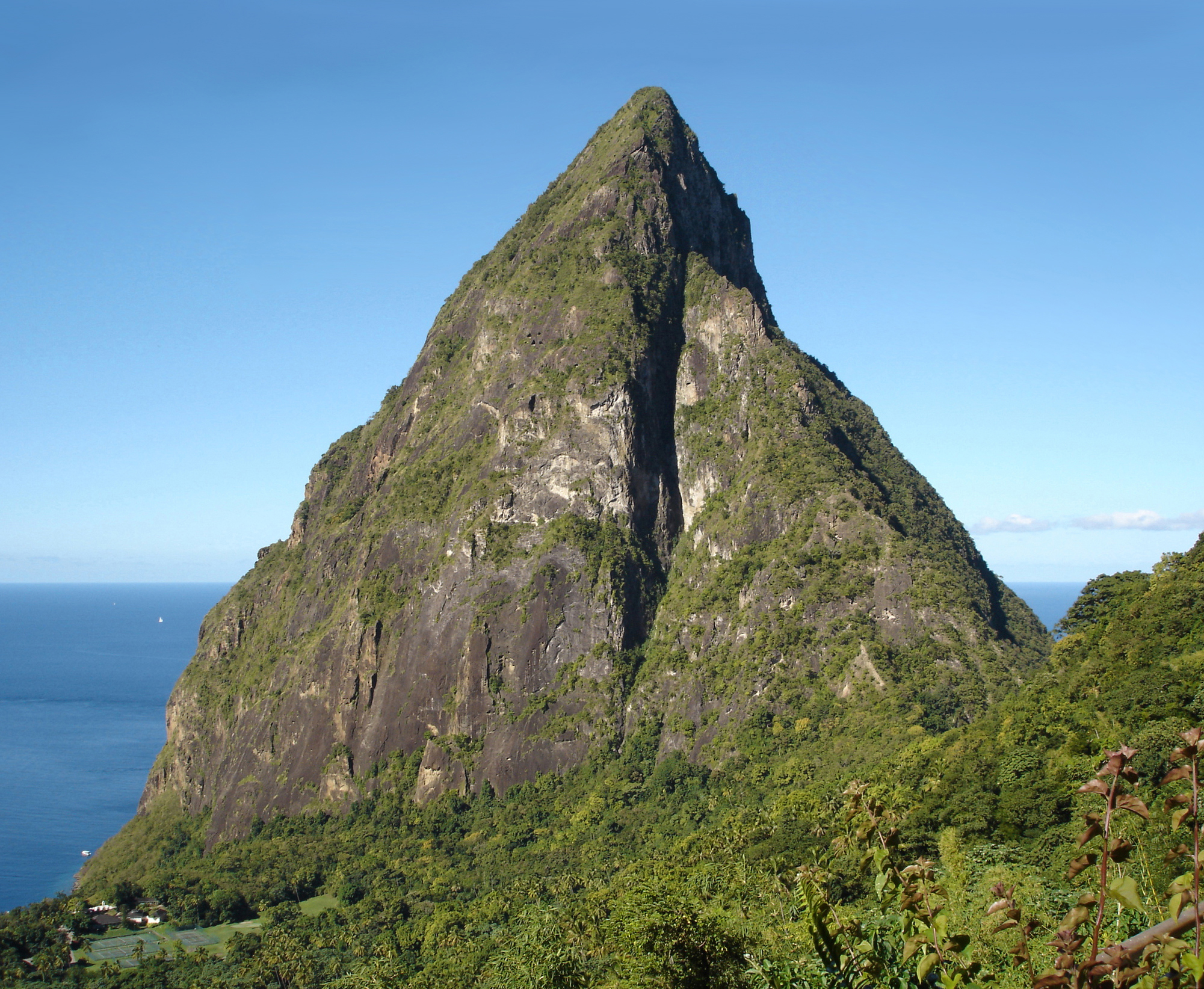
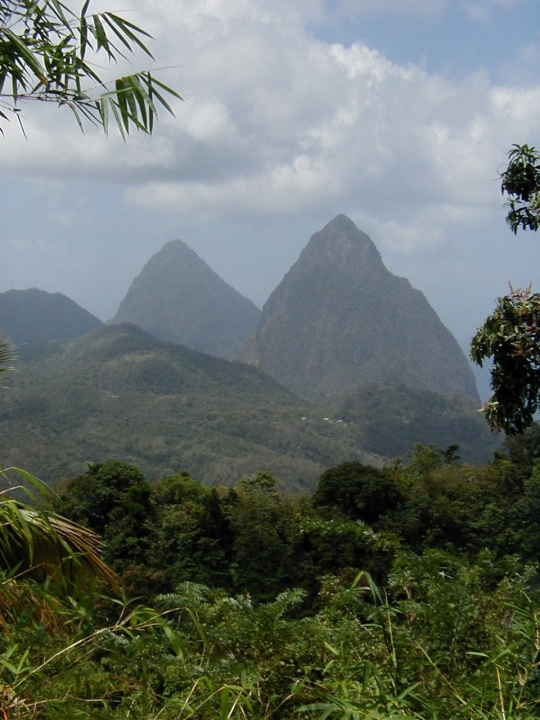
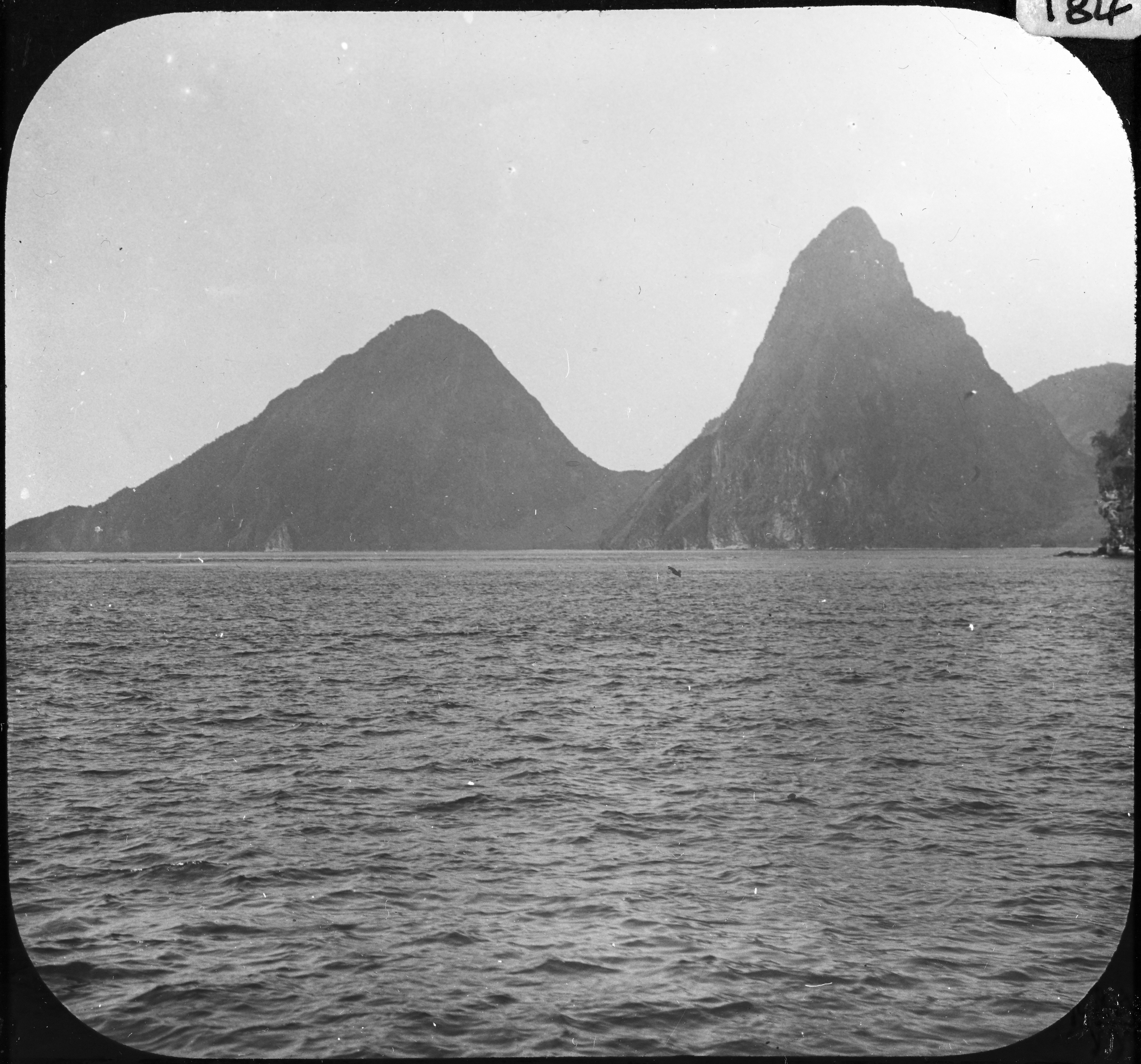
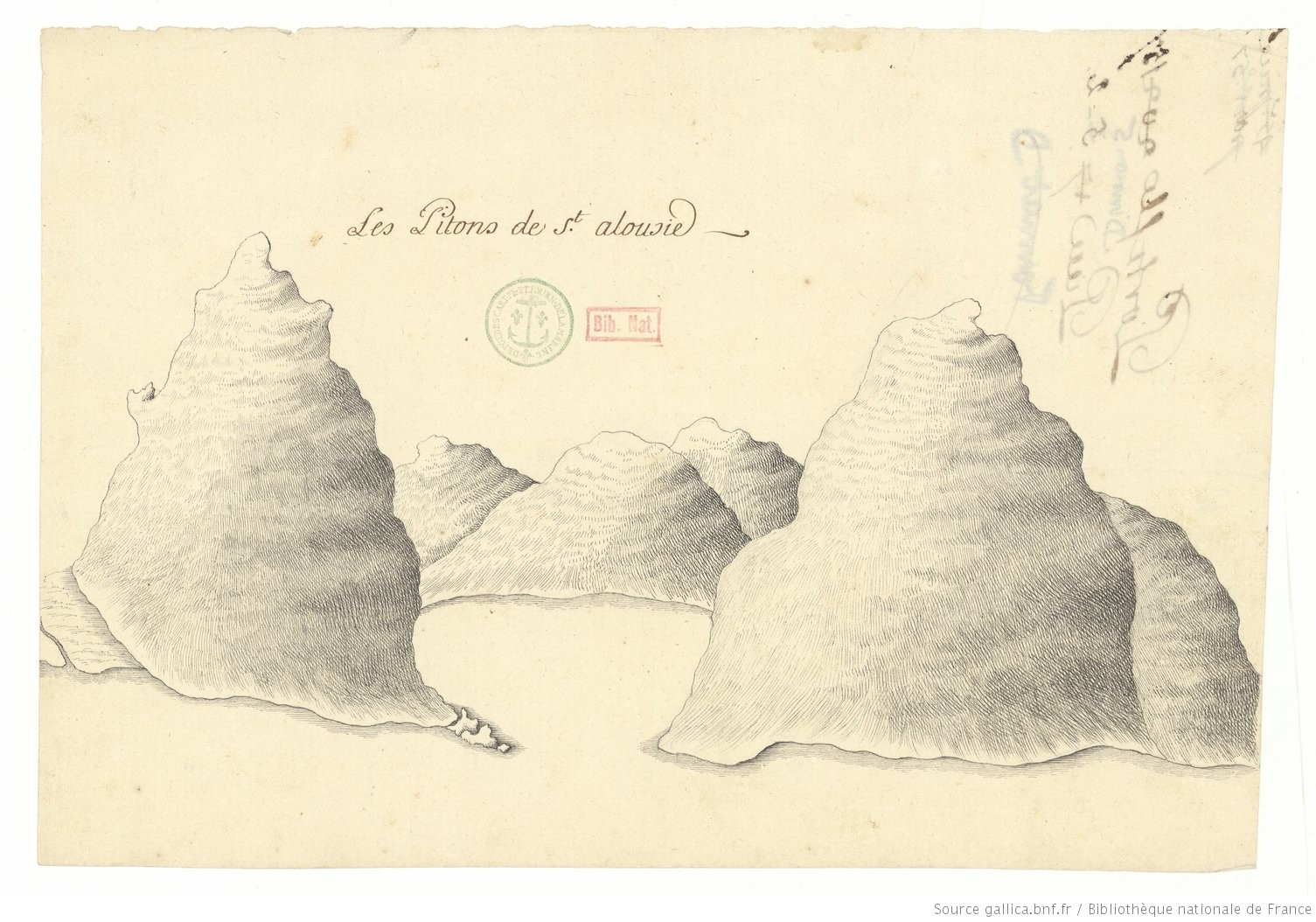